# Нямозеро (станция)
Нямозеро — железнодорожная станция (тип населенного пункта) в Кандалакшском районе Мурманской области. Входит в сельское поселение Зареченск.

## Население
| 2002 | 2010 |
| ---- | ---- |
| 12   | ↘8   |

Численность населения, проживающего на территории населённого пункта, по данным Всероссийской переписи населения 2010 года составляет 8 человек, из них 4 мужчины (50 %) и 4 женщины (50 %).